# Vivre c'est mieux que mourir
Ne doit pas être confondu avec Vivre et laisser mourir.
Pour plus de détails, voir Fiche technique et Distribution.
Vivre c'est mieux que mourir est un film français réalisé par Raffy Shart et présent dans l'édition collector DVD du film Incontrôlable (2005), dont il reprend le casting.

## Synopsis
Dans le monde, les meurtres de marques célèbres s'enchaînent. Après le géant vert, Ronald McDonald et Papy Brossard, c'est au tour d'Uncle Ben's d'y passer à son tour. Pour les United States of America, il s'agit du meurtre de trop. La CIA fait donc appel à leur meilleur agent : Oliver Newton-John (Michaël Youn). L'avenir du monde est entre ses mains.

## Fiche technique du DVD
- Titre : Vivre c'est mieux que mourir
- Réalisateur : Raffy Shart
- Pays d'origine :  France
- Format : couleur - 1,85:1 - Dolby Digital - 35 mm
- Genre : comédie et espionnage
- Durée : 32 minutes
- Bonus du DVD :
  - Version inédite d'Incontrôlable (redoublée et remontée)
  - Making-of d'Incontrôlable
  - 3 bêtisiers d'Incontrôlable
  - 5 scènes alternatives d'Incontrôlable
  - Bonus caché

## Distribution
- Michaël Youn : Olivier Newton-John
- Thierry Lhermitte
- Hélène de Fougerolles
- Hippolyte Girardot
- Patrick Timsit
- Cyrielle Clair
- Shirley Bousquet

## Doublage
- Patrick Poivey (Bruce Willis)
- Céline Monsarrat (Julia Roberts)
- Barbara Tissier (Cameron Diaz)
- Michel Papineschi (Robin Williams)
- Daniel Beretta (Arnold Schwarzenegger)